# Eois numeria
Eois numeria là một loài bướm đêm trong họ Geometridae.